# Marcin Cebula
Marcin Cebula (ur. 6 grudnia 1995 w Staszowie) – polski piłkarz grający na pozycji pomocnika.

## Kariera klubowa

### Korona Kielce
Wychowanek Pogoni Staszów. W 2008 trafił do Korony Kielce, w której trenował początkowo w zespołach juniorów, a w rundzie wiosennej sezonu 2011/2012 i sezonie 2012/2013 rozegrał 26 meczów w Młodej Ekstraklasie, zdobywając gola w rozegranym 27 sierpnia 2012 spotkaniu ze Śląskiem Wrocław (ME) (7:0). W sezonie 2012/2013 zadebiutował również w pierwszym zespole Korony, grającym w Ekstraklasie – 3  maja 2013, w wieku 17 lat i 148 dni, wystąpił w meczu z Polonią Warszawa (1:1), w którym w 56. minucie zmienił Łukasza Sierpinę. W sezonie 2012/2013 znalazł się na 8. miejscu w zestawieniu najmłodszych zawodników, którzy wystąpili w najwyższej polskiej klasie rozgrywkowej. Regularnie, choć nie w podstawowym składzie, zaczął występować w Koronie w sezonie 2015/2016 (26 meczów). W sezonie 2016/2017 rozegrał w Ekstraklasie 23 spotkania.
Na początku sezonu 2017/2018 był podstawowym graczem Korony – wystąpił w czterech meczach ligowych i jednym spotkaniu Pucharu Polski. 31 lipca 2017 w wygranym meczu z Cracovią (4:2) strzelił pierwszą bramkę w Ekstraklasie. Następnie otrzymał od klubu wolną rękę w poszukiwaniu nowego zespołu. Zainteresowane jego wypożyczeniem były: mistrz Słowacji MŠK Žilina i trzy drużyny I ligi polskiej. Zawodnik nie skorzystał z żadnej propozycji, w związku z czym 7 września 2017 decyzją trenera Gino Lettieriego, który nie widział szans na grę Cebuli w pierwszym zespole Korony, został przesunięty do drużyny juniorów. W tym samym miesiącu, po spotkaniu z zarządem klubu, został przywrócony do kadry pierwszego zespołu (decyzję ogłoszono 18 września 2017). Sezon 2017/2018 zakończył z 27 występami i dwiema bramkami w lidze na koncie (drugiego gola zdobył 4 grudnia 2017 w meczu z Cracovią). Wystąpił też w czterech spotkaniach Pucharu Polski.

### Raków Częstochowa
29 lipca 2020 roku Marcin Cebula przeszedł do Rakowa Częstochowa, gdzie wystąpił w 70 meczach ligowych zdobywając 11 bramek i 10 asyst.

### Śląsk Wrocław
W lipcu 2024 roku dołączył on do Śląska Wrocław.

## Kariera reprezentacyjna
W lutym 2014 wystąpił w trzech meczach reprezentacji Polski U-19 w turnieju w hiszpańskiej La Mandze. 11 czerwca 2015 zadebiutował w kadrze do lat 21 w towarzyskim spotkaniu ze Słowacją U-21 (0:1), w którym w zmienił w 79. minucie Martina Kobylańskiego. W okresie wrzesień–listopad 2015 wystąpił w pięciu meczach Turnieju Czterech Narodów U-21.

## Statystyki
| Klub                    | Sezon     | Liga        | Liga  | Liga   | Puchar Polski | Puchar Polski | Razem | Razem  |
| Klub                    | Sezon     | Liga        | Mecze | Bramki | Mecze         | Bramki        | Mecze | Bramki |
| ----------------------- | --------- | ----------- | ----- | ------ | ------------- | ------------- | ----- | ------ |
| Korona Kielce           | 2012/2013 | Ekstraklasa | 2     | 0      | 0             | 0             | 2     | 0      |
| Korona Kielce           | 2013/2014 | Ekstraklasa | 6     | 0      | 0             | 0             | 6     | 0      |
| Korona Kielce           | 2014/2015 | Ekstraklasa | 13    | 0      | 0             | 0             | 13    | 0      |
| Korona Kielce           | 2015/2016 | Ekstraklasa | 26    | 0      | 0             | 0             | 26    | 0      |
| Korona Kielce           | 2016/2017 | Ekstraklasa | 23    | 0      | 1             | 0             | 24    | 0      |
| Korona Kielce           | 2017/2018 | Ekstraklasa | 27    | 2      | 4             | 0             | 31    | 2      |
| Korona Kielce           | 2018/2019 | Ekstraklasa | 21    | 3      | 1             | 0             | 22    | 3      |
| Korona Kielce           | 2019/2020 | Ekstraklasa | 26    | 2      | 0             | 0             | 26    | 2      |
| Raków Częstochowa       | 2020/2021 | Ekstraklasa | 24    | 6      | 4             | 0             | 28    | 6      |
| Raków Częstochowa       | 2021/2022 | Ekstraklasa | 12    | 3      | 1             | 0             | 13    | 3      |
| Razem                   | Razem     | Razem       | 180   | 16     | 11            | 0             | 178   | 13     |
| Stan na 1 kwietnia 2023 |           |             |       |        |               |               |       |        |

## Sukcesy

### Raków Częstochowa
- Mistrzostwo Polski: 2022/2023
- Wicemistrzostwo Polskiː 2020/2021, 2021/2022
- Puchar Polskiː 2020/2021, 2021/2022
- Superpuchar Polski: 2021